# Sadowoje (Kaliningrad, Tschernjachowsk)
Sadowoje (russisch Садовое, deutsch Klein Niebudszen, 1936–1938 Klein Niebudschen, 1938–1945 Bärengraben) ist ein Ort in der russischen Oblast Kaliningrad. Er gehört zur kommunalen Selbstverwaltungseinheit Stadtkreis Tschernjachowsk im Rajon Tschernjachowsk.

## Geographische Lage
Sadowoje liegt an der Polewaja (dt. Opelis oder Klein Niebudies, 1938 bis 1945  Bärengraben) kurz vor deren Einmündung in die Inster, 19 Kilometer nordöstlich der Rajonstadt Tschernjachowsk (Insterburg). Bis 1945 bestand über die Station Bärensprung Verbindung zur Bahnstrecke Insterburg–Kraupischken der Insterburger Kleinbahnen. Die Strecke existiert nicht mehr.

## Geschichte
Das im Jahre 1554 erstmals erwähnte Dorf Klein Niebuden bestand vor 1945 nur aus mehreren kleinen Höfen und Gehöften. Im Jahre 1874 wurde der Ort in den neu errichteten Amtsbezirk Kaukern (heute russisch: Sagorjewka) eingegliedert, der – auch nach Umbenennung im Jahre 1930 in „Amtsbezirk Bärensprung“ – bis 1945 zum Kreis Insterburg im Regierungsbezirk Gumbinnen der preußischen Provinz Ostpreußen gehörte. Im Jahre 1910 waren in Klein Niebudszen 102 Einwohner registriert, im Jahre 1933 waren es noch 93.
Am 17. September 1936 erfuhr der Name Klein Niebudszen eine Veränderung in die neue Schreibform „Klein Niebudschen“. Am 3. Juni 1938 fand aus  politisch-ideologischen Gründen die Umbenennung in „Bärengraben“ statt. Nach weniger als einem Jahr wurde der Ort am 1. April 1939 in die Nachbargemeinde Steinsee (Ostpr) (bis 1936 Groß Niebudszen, 1936–1938 Groß Niedbudschen) eingegliedert.
Im Jahre 1945 kam die Gemeinde Steinsee mit dem nördlichen Ostpreußen zur Sowjetunion. 1947 erhielten das ehemalige Groß Niebudszen (als "Nebudschen") die russische Bezeichnung Sadowoje und das ehemalige Klein Niebudszen die russische Bezeichnung Seljonaja Dolina. Vor Ort wurde es aber genau andersherum gehandhabt, sodass Sadowoje als neue Bezeichnung für das ehemalige Klein Niebudszen verwendet wurde. Gleichzeitig wurde Sadowoje dem Dorfsowjet Sagorski selski Sowet im Rajon Tschernjachowsk zugeordnet. Von 2008 bis 2015 gehörte der Ort zur Landgemeinde Kaluschskoje selskoje posselenije und seither zum Stadtkreis Tschernjachowsk.

## Kirche
Mit seiner evangelischen Bevölkerung war Klein Niebudszen/Klein Niebudschen resp. Bärengraben bis 1945 in das Kirchspiel Pelleningken (1938–1946 Strigengrund) eingepfarrt. Es gehörte zum Kirchenkreis Insterburg in der Kirchenprovinz Ostpreußen der Kirche der Altpreußischen Union. Heute liegt Sadowoje im Einzugsbereich der neu gebildeten evangelisch-lutherischen Gemeinde in Schtschegly (Saugwethen, 1938–1946 Saugehnen) innerhalb der Kirchenregion Tschernjachowsk (Insterburg) in der Propstei Kaliningrad der Evangelisch-lutherischen Kirche Europäisches Russland.